# Querevalo
Querévalo è un comune (corregimiento) della Repubblica di Panama situato nel distretto di Alanje, provincia di Chiriquí. Si estende su una superficie di 34,5 km² e conta una popolazione di 1.751 abitanti (censimento 2010).